# Roy (Marche-en-Famenne)
Pour les articles homonymes, voir Roy.
Roy (en wallon Rwè) est un village de l'Ardenne belge, dans la province de Luxembourg. Administrativement, il fait partie de la ville et commune de Marche-en-Famenne située en Région wallonne qui lui est distante d'une dizaine de kilomètres (au sud-est). C'était une commune à part entière avant la fusion des communes de 1977.
Roy est intégré à la Belgique comme une commune de la province de Luxembourg depuis le traité de Londres signé le 19 avril 1839, fixant les limites de la division de l'ancien Duché de Luxembourg. Elle faisait partie, durant l'occupation révolutionnaire française, du département de Sambre-et-Meuse jusqu'à sa dissolution le 30 mai 1814 et est ensuite rattachée à l’autorité de Guillaume 1er des Pays-Bas. En 1823, la commune fusionne avec Lignières, Grimbiémont, Trifoy, Wamme, Chovaimont et Zéro.

## Géographie

### Sections
Sections :
- Fond de Vamme, maison construite dans la vallée de la Wamme. Wamm (celt.) = blanc ; la rivière, vers sa source, coule sur des roches blanches ou du sable blanc.
- Lignières, Lignarias en 748 et Lineras en 770, Ligniers en 1214 Lignum, bois coupé, peut conduire à Lignière et désignerait une éclaircie dans les bois. Linea, ligne, borne, signifierait la limite de la culture vers les bois. On a aussi lin, maison, et ières, terres cultivées. Arias et eras ont fourni ières et auraient pour racine arare.
- Sainte Marie ou Chovemont. Une statue de la Sainte Vierge a donné son nom à la ferme, et comme celle-ci est bâtie sur une colline aride, on l’a appelée mont chauve. Chove, en Wallon, escoufle, en ancien français, = Milan (Roquefort) ; on aurait alors le mont du Milan, lieu de refuge de cet oiseau.
- Trifoy vient de trivium, réunion de trois choses, ici de trois ruisseaux qui, descendant des collines, se rejoignent au moulin.

Roy est bâti sur une petite élévation ayant au nord et au sud deux petits ruisseaux : le Ri des Lavets et celui de Gruzonne, affluent de la Hèdrée qui se jette dans la Lhomme. La Wamme, affluent de la Lhomme également, arrose une très petite partie de son territoire à l’ouest le sol est argileux et rocailleux.
Parmi les lieux-dits il faut citer les suivants : La Fontaine des Pestiférés, Devant la Ville, Pècheuri, chemin de la Poste, à la Justice, Pisserotte,

## Démographie
- Source: INS recensements population

## Histoire
Richlinus de Ban-Roy est l’un des Chevaliers convoqués au mariage d’Ermesinde en 1214.
En 1315, le livre Terrier des Comtes de Luxembourg mentionne dans la Terre d’Ardenne un moulin à Trifoy (Drefoy).
La Mairie de Marche comprend de 1383 à 1388 outre la ville, divers village dont Aye, Grimbiémont, Hargimont, Hollogne, Roy et Waha.
Le plus ancien Pouillé du Diocèse de Liège cite en 1497 dans l’archidiaconé de Famenne, Concile (Doyenné) de Rochefort, les paroisses de Aye, Champlon, Hargimont, Marche, Marenne, Marloie, On avec Chapelle à Jemeppe, Roy, Waha Saint Martin, Waha Saint Étienne.
La Mairie de Marche comprend de 1530 à 1537 outre la ville divers village dont Aye, Jamodenne, Champlon, Grimbiémont, Hargimont, Hollogne, Roy et Verdenne, quant à la mairie de Lignières, elle comprend, outre ce village, Hodistère, Gênes, Warisy, Jupille et Cielle.
Marie le Triffois, accusée de sorcellerie est condamnée en 1637, à Marche, au bûcher.
Le 10 novembre 1650, engagère[Quoi ?] par l’État au profit de Thomas Coulon de la terre et Seigneurie de Roye avec toute Justice, Chasse, Pêche et autres droits y compris le Moulin de Tripoy, au prix de 2400 florins.
Le 15 mars 1672, pour subvenir aux frais de fortification de la ville de Luxembourg, le Roi Charles II, duc de Luxembourg, vend plusieurs Seigneuries avec leurs droits de Haute Justice : Aye-Jamodenne à Edmond Dochain; Hargimont à Louis Rossius Seigneur de Libois. Le 30 novembre, Louis de Rossius, Seigneur de Libois, Jemeppe, etc., chanoine de la Cathédrale et prévôt de la Collégiale de Saint-Pierre à Liège, déclare avoir acquis, le 1er mai 1672, de Henri Bechaimont, greffier de Marche, la Haute Justice du village de Roy, achetée par celui-ci à Bruxelles, le 19 février précédent. En ayant fait relief, le 25 octobre, il dénombre : « Cette Seigneurie avec sa Haute Justice et tous droits Seigneuriaux ». (Original en parchemin, Sceau mal imprimé)
Jean François-Joseph de Moraycken, Doyen de la Collégiale Saint Pierre de Liège, Président du Clergé secondaire de Liège, Archidiacre d’Ans et Glain, est aussi Seigneur d’Hargimont, Jemeppe, Roy, etc. en 1749.
Le 14 mai 1759, Jean-François de Morayken, Archidiacre d’Ans et Moulin, Doyen de Saint-Pierre à Liège, Président du Clergé secondaire à Liège, Chevalier du S.E.R., Seigneur de la Terre de Bouffeux, de Jemeppe, Hargimont, Chavanne, Roy, etc., requis de dénombrer la Seigneurie de Roy, déclare qu’elle consiste en Haute, moyenne et basse Justice, avec droits pertinents, vol des oiseaux, pêche, chasse, amendes, etc. ; création des justiciers, prison, etc.
En 1764	sont produits des « Pottaschen », des potasses ou carbonates impurs, par calcination de bois pourri et lessivage des cendrées. Trois personnes sont occupées par les scieries de Roy et Grimbiémont en plus des deux autres chargées de l’abattage et du transport.
Dans la subdivision administrative du Duché de Luxembourg en Quartiers, Lignières fait partie en 1766 du Quartier de La Roche, le Quartier de Marche comprend :
- la mairie avec la ville, Grimbiémont, Hollogne, les seigneuries de Champlon et de Marenne – Verdenne, etc.
- La Prévôté, avec diverses Seigneuries, dont celle de Jemeppe ;
- des Seigneuries particulières : Aye, Hargimont, Humain, Roy, Waha, la partie Luxembourgeoise du Comté de Rochefort avec On et Thys, etc. (Marloie fait partie de la Principauté de Liège).

Lors d’une épidémie de dysenterie en 1779 qui sévit dans le pays, on relève à Lignières 26 cas dont 3 mortels et à Roy 69 cas dont 17 mortels.
En octobre 1792, Chateaubriand, membre de « l’armée des Princes Français » en exil est blessé au siège de Thionville et malade, traverse à pied l’Ardenne, avec l’intention de se rendre à Bruxelles et Ostende. Après Arlon et Bellevue (Tenneville), il aurait passé une nuit près de Roy, au lieu-dit Zéro, à la limite de Bande.
Le 20 septembre 1794, sont réquisitionnés 24 000 livres de paille dans la Mairie et Prévôté de Marche, elle est répartie entre Aye, Bande, Charneux, Harsin, On, Roy et Waha.
Le nord-ouest de l’ancien Duché de Luxembourg (Notamment la région Marchoise) est inclus en 1795 dans le Département de Sambre et Meuse, chef-Lieu Namur. Marche est le chef-lieu du 24e Canton municipal doté d’une administration pour un ensemble de dix-huit communes : Aye, Champlon, Hollogne, Jemeppe, Lignières, Roy, Waha, etc. Quant aux communes d’Hargimont, Humain (Thys et Havrenne) et On, font partie du Canton de Rochefort.
La nouvelle organisation ecclésiastique étant calquée sur les divisions administratives, la région Marchoise fait désormais partie, en 1803, du diocèse de Namur. Seuls les Chefs-lieux de canton, tels de Marche et Rochefort, ont une église Paroissiale, les autres églises étant des succursales. Parmi les succursales de Marche: Aye, Champlon - Hollogne, Lignières - Grimbiémont, Marenne, Roy, Waha Saint-Etienne pour Waha, Marloie et Jemeppe.
Plusieurs paroisses ou succursales sont supprimées en 1808 : Champlon pour Champlon – Hollogne réunie à Waha, Humain réunie à Aye, Lignières pour Lignières et Grimbiémont réunie à Roy.
Le 2 décembre 1811, par décret impérial, la commune de Grimbiémont est supprimée et réunie à celle de Lignières.
Un arrêté supprime en 1823 diverses communes notamment Champlon, Hollogne et Marloie rattachées à Waha ; Jemeppe rattachée à Hargimont, Lignières (avec Grimbiémont) Réunie à Roy, Bourdon réunie à Marenne. Roy se compose de Grimbiémont, Lignières, Roy, Trifoy, Zéro. Cette répartition des Communes sera maintenue sans changement jusqu’au 31 décembre 1976.
Le conseil Communal de Roy adopte en 1863 un règlement à l’effet de prévenir les incendies. L'école communale est construite en 1864 puis, de 1869 à 1872, à Lignières, une nouvelle église en remplacement de l’ancienne qui était située dans l’enceinte du cimetière.
À Grimbiémont, l’école communale est construite en 1872 et, en remplacement de l’ancienne chapelle située au cimetière, une église de style néogothique. L'église de Roy de style néogothique est, quant-à elle construite en 1886-1887.
350 plants de tabac sont recensés à Roy en 1888.
Ainsi convoqués à Marche, place aux foires, le 13 décembre 1916, 38 hommes d’Aye, 48 de Marche, 11 de Roy, 4 de Verdenne et 52 de Waha sont déportés au camp d’Altengrabow (Saxe).
À l’occasion du centième anniversaire du décès de Chateaubriand, une stèle portant la mention « Chateaubriand 1792 » est érigée en 1948 par l’Académie Luxembourgeoise près de Roy, au lieu-dit Zéro.
La distribution d’eau à domicile est organisée dans le village de Roy de 1952 à 1954.
L’église de Lignières est reconstruite de 1967 à 1970 après avoir été gravement endommagée en décembre 1944.
En 1968, la distribution d’eau à domicile arrive à Grimbiémont puis en 1971 – 1972 à Lignières.
Le Conseil communal de Roy propose la fusion en 1973 des communes de Bande, Champlon-Ardenne, Grune et Roy sous l’appellation Commune de Bande. Le Conseil communal de Marche propose la fusion des communes de Aye, Hargimont, Harsin, Hogne, Humain, Marche, Marenne, On, Roy, Waha et Waillet. La fusion se fera en 1974 et comprendra Aye, Hargimont, Harsin, Humain, Martche, Roy, Waha, plus une partie de Baillonville, Bourdon et Verdenne. En 1977, la Commune de Marche compte 121 km2 et 12 448 habitants. Charles Hanin, ancien Ministre est nommé Bourgmestre de la nouvelle entité.
Le 1er septembre 1977, l’école communale située à Lignières est supprimée. Les paroisses de Lignières avec Grimbiémont et de Roy passent du Doyenné de Marche à celui de Nassogne en 1979.
Le 1er octobre 1981, l’école communale située à Grimbiémont est aussi supprimée. De ce fait il n’y a plus aucune école sur le territoire de l’ancienne commune de Roy.
Le doyenné de Nassogne est supprimé en 1995 et ses paroisses, dont Roy, Lignières et Grimbiémont, sont rattachées au doyenné de Marche.

## Population et habitat
Situation en 1793 :
| Roy         | Lab. | 6  | Mais. 1re cl. | 1 | Mais. 2e cl. | 18 | Mais. 3e cl. | 21 | Seigneurie de Roy et quartier de Marche. |  |
| Lignière    |      | 12 |               | 3 |              | 11 |              | 20 | Prévôté et quartier de Marche.           |  |
| Grimbiémont |      | 4  |               | 3 |              | 10 |              | 16 | Ville et quartier de Marche.             |  |

Situation au 1er janvier 1891 :
|             | Habitants | Maisons | Feux | Granges | Écuries |
| ----------- | --------- | ------- | ---- | ------- | ------- |
| Roy         | 340       | 79      | 71   | 61      | 78      |
| Trifoy      | 11        | 3       | 3    | 1       | 4       |
| Wamme       | 5         | 1       | 1    | 1       | 2       |
| Lignière    | 320       | 76      | 68   | 59      | 79      |
| Chovaimont  | 13        | 2       | 2    | 2       | 4       |
| Grimbiémont | 228       | 46      | 44   | 35      | 47      |
|             | 917       | 207     | 189  | 159     | 214     |

Bâtiments publics :
| Roy         | Église de 1887, 22450fr. |                      |                          | École des deux sexes de 1884 |
| Lignières   | Église de 1872, 41400fr  | Ameublement, 10325fr | Presbytère de 1889       | Écoles de 1861               |
| Grimbiémont | Église de 1872, 27650fr  | Ameublement, 8400fr  | Maison Vicariale de 1860 | École de 1872, 15300fr       |

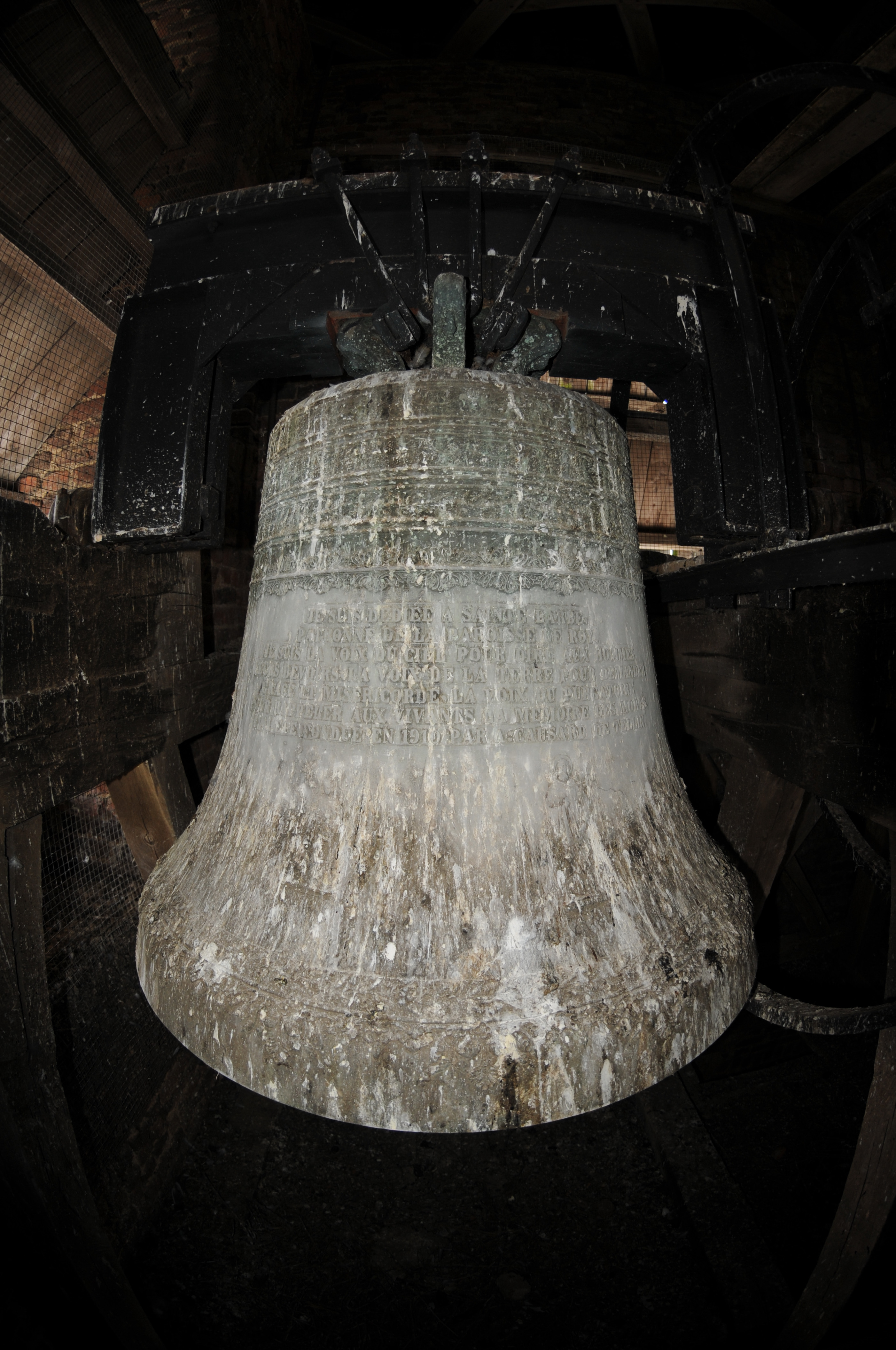
Cloche sud.

Population des écoles de Roy Village
|           | École communale        | École libre |
| --------- | ---------------------- | ----------- |
|           | École communale        | École       |
| 1847-1859 | de 30 à 60             |             |
| 1881      | 70 en hiver, 50 en été | 20 à 30     |

Variations de la population
| Année | Roy - Village | Commune de Roy | Densité de la population |
| 1766  | 211           |                | 14,3 hab./km2            |
| 1801  | 219           |                | 19,2 hab./km2            |
| 1821  | 272           |                | 25,0 hab./km2            |
| 1831  |               | 717            | 27,7 hab./km2            |
| 1846  |               | 847            | 32,7 hab./km2            |
| 1856  |               | 874            | 33,8 hab./km2            |
| 1857  |               | 894            | 34,5 hab./km2            |
| 1866  |               | 1003           | 38,7 hab./km2            |
| 1870  |               | 1061           |                          |
| 1876  |               | 1041           | 40,2 hab./km2            |
| 1884  |               | 975            | 37,7 hab./km2            |
| 1890  |               | 905            | 35,0 hab./km2            |
| 1900  |               | 882            | 34,1 hab./km2            |
| 1910  |               | 861            | 33,2 hab./km2            |
| 1920  |               | 814            | 31,4 hab./km2            |
| 1930  |               | 714            | 27,6 hab./km2            |
| 1940  |               | 668            | 25,8 hab./km2            |
| 1947  |               | 602            | 23,3 hab./km2            |
| 1961  |               | 509            | 19,7 hab./km2            |
| 1970  |               | 461            | 17,8 hab./km2            |
| 1976  |               | 452            | 17,6 hab./km2            |

| Maires et bourgmestres :  | Maires et bourgmestres : | Curés de la paroisse Sainte Barbe de Roy : | Curés de la paroisse Sainte Barbe de Roy : |  |
| J. Lhermitte              | 1800 - 1804              | Maurice – Joseph Magin                     | 1804                                       |  |
| H. Poncelet               | 1805 - 1807              | H. J. Poignefer                            | 1824                                       |  |
| N. Magerotte              | 1808 - 1817              | Sevrin                                     | - 1839                                     |  |
| H. Poncelet               | 1818 - 1821              | Lhermitte                                  | 1840 - 1849                                |  |
| H. Collignon              | 1822 - 1830              | H. J. Goffinet                             | 1850 - 1869                                |  |
| N. Magerotte              | 1830                     | Pirard                                     | 1869 - 1877                                |  |
| Henri – Joseph Lejeune    | 1831 - 1836              | Joseph Demarest                            | 1877 - 1884                                |  |
| François – Joseph Dumont  | 1836 - 1848              | Pirot                                      | 1884 - 1899                                |  |
| Lambert – Joseph Lejeune  | 1848 - 1866              | Frogneux                                   | 1899 - 1908                                |  |
| Henri Évrard              | 1867 - 1869              | E. Jacquemin                               | 1908 - 1912                                |  |
| Jean – Joseph Dony        | 1870 - 1885              | Jassogne                                   | 1912 - 1918                                |  |
| François Lambert          | 1885 - 1909              | Gelisse                                    | 1919 - 1927                                |  |
| Bernard Piérard           | 1909 - 1921              | E. Delvaux                                 | 1927 - 1930                                |  |
| Henri - Joseph Évrard     | 1921 - 1927              | Dambly                                     | 1930 - 1936                                |  |
| Bernard Piérard           | 1927 - 1933              | R. Moreau                                  | 1936 - 1957                                |  |
| François Dethise          | 1933 - 1939              | Dedoyard                                   | 1959 - 1966                                |  |
| Désiré Humblet            | 1939 - 1947              | R. Bouchat                                 | 1967 - 1976                                |  |
| Bernard – Antoine Lamsoul | 1947 - 1954              | R. Malot                                   | 1976 - 1987                                |  |
| Fernand Hesbois           | 1954 - 1974              | R. Lambotte                                | 1988 -                                     |  |
| André Humblet             | 1975 - 1976              | Jeannot - Basile                           |                                            |  |
|                           |                          |                                            |                                            |  |
|                           |                          | Jean Sokay                                 | 2008 -                                     |  |

Statistique d'activité économique.
|             | Secteur primaire                              | Secteur secondaire        | Secteur tertiaire                          | Totaux |
|             | Agriculture, horticulture, sylviculture, etc. | Industrie et construction | Commerce, banque, service, transport, etc. |        |
| Roy en 1961 | 102                                           | 7                         | 27                                         | 136    |
| Roy en 1970 | 84                                            | 13                        | 24                                         | 121    |